# ديان دافيدوفاتش
ديان دافيدوفاتش (بالصربية: Дејан Давидовац) مواليد 17 يناير 1995 في صربيا والجبل الأسود، هو لاعب كرة سلة صربي. بدأ مسيرته الاحترافية في سنة 2011. يحمل الرقم 5. لعب مع نادي ريد ستار لكرة السلة في الدوري الأوروبي لكرة السلة.

## روابط خارجية
- ديان دافيدوفاتش على موقع الاتحاد الدولي لكرة السلة (الإنجليزية)
- ديان دافيدوفاتش على موقع كرة السلة الأوروبية.كوم (الإنجليزية)
- ديان دافيدوفاتش على موقع ريلجم (الإنجليزية)
- ديان دافيدوفاتش على موقع بروبوليرز (الإنجليزية)
- ديان دافيدوفاتش على موقع سبورتس رفرنس (الإنجليزية)